# Markfladdermöss
Markfladdermöss (Mystacinidae) är en familj i ordningen fladdermöss som idag består av en enda art, markfladdermus (Mystacina tuberculata). Tidigare fanns en art till i familjen, Mystacina robusta, som levde på några småöar söder om Sydön, men som antagligen dog ut under slutet av 1960-talet. Som namnet antyder vistas dessa fladdermöss huvudsakligen på marken.

## Utbredning
Markfladdermöss är endemiska på Nya Zeeland och små öar i samma region. De var tillsammans med arten Chalinolobus tuberculatus som tillhör familjen läderlappar de enda däggdjuren på ögruppen före människans ankomst.

## Kännetecken
Dessa fladdermöss kan gömma sina vingar i ett slags membran när de vistas på marken. De har korta ben med kraftiga muskler. Fötterna är breda och vid tårna finns kraftiga klor. Som enda medlemmar i ordningen har de även en klo vid tummen.
Dessa djur har en lång nos och långa öron. I jämförelse med andra fladdermöss har de en lång päls som är brun till gråbrun. Den levande arten når en kroppslängd mellan 60 och 70 millimeter och djurets vingspann ligger vid 30 centimeter. Arten når en vikt mellan 12 och 15 gram. Den utdöda arten var något större med en vikt mellan 25 och 35 gram.

## Levnadssätt
Markfladdermöss lever i skogar och är aktiva sent på kvällen. De letar ofta på marken efter föda. Med ihoprullade vingar har de bra förmåga att klättra. De vilar till exempel i håligheter i träd eller i mindre grottor. Ofta skapar de sovplatsen själva med hjälp av sina tänder. Dessa djur lever i mindre grupper men det är inte mycket känt om deras sociala beteende. De håller ingen vinterdvala men koncentrerar sin aktivitet till varma vinterdagar.

## Föda
Markfladdermöss är allätare som livnär sig av insekter och andra leddjur samt av frukter, pollen och nektar. I viss mån äter de även as.

## Fortplantning
Parningen sker ofta under hösten och sedan vilar ägget en tid. Därför föds ungarna först mellan senare delen av våren och nästa höst. Ingenting är känt om hur länge ungarna dias, när de blir könsmogna eller om livslängden.

## Hot
Dessa djur hotas genom förstöringen av levnadsområdet samt av införda fiender eller konkurrenter som råttor och katter. Arten Mystacina tuberculata är idag uppdelad i tio från varandra skilda populationer med tillsammans några tusen individer. IUCN listar arten som sårbar (vulnerable). Den andra arten levde senast bara på några småöar söder om Sydön. Den sista iakttagelsen skedde 1967 efter utsläpp av skeppsråttor på öarna, och därför betraktades den länge som utöd; IUCN har dock ändrat status till akut hotad efter några obekräftade rapporter om att arten skulle ha blivit sedd nyligen.

## Systematik
Familjens ställning bland fladdermössen var länge omstridd. Tidigare antogs att de är nära släkt med läderlappar (Vespertilionidae) eller med veckläppade fladdermöss (Molossidae). Enligt nyare morfologiska och genetiska undersökningar är de närmare släkt med harmunfladdermöss (Noctilionidae) som förekommer i Amerika. Hittills är inga fossil kända av familjen.